# لئون سیزدهم
پاپ لئون سیزدهم (ایتالیایی: Leone XIII؛ ۲ مارس ۱۸۱۰ – ۲ ژوئیهٔ ۱۹۰۳) با نام اصلی یواخیم وینچنزو رافائل لوئیجی پچی (به ایتالیایی: Gioacchino Vincenzo Raffaele Luigi Pecci) پاپ کلیسای کاتولیک رم از ۱۸۷۸ تا ۱۹۰۳ بود. او دوران پاپی خود را وقف رسیدگی به امور اجتماعی، حقوق کارگران و تحقق عدالت اجتماعی کرد.
پاپ لئون سیزدهم در سال ۱۸۹۱ برای نخستین‌بار به‌طور رسمی مرکز اخترشناسی واتیکان را تأسیس کرد. پاپ لئون سیزدهم در ۲۰ ژوئیه ۱۹۰۳ در سن ۹۳ سالگی درگذشت.

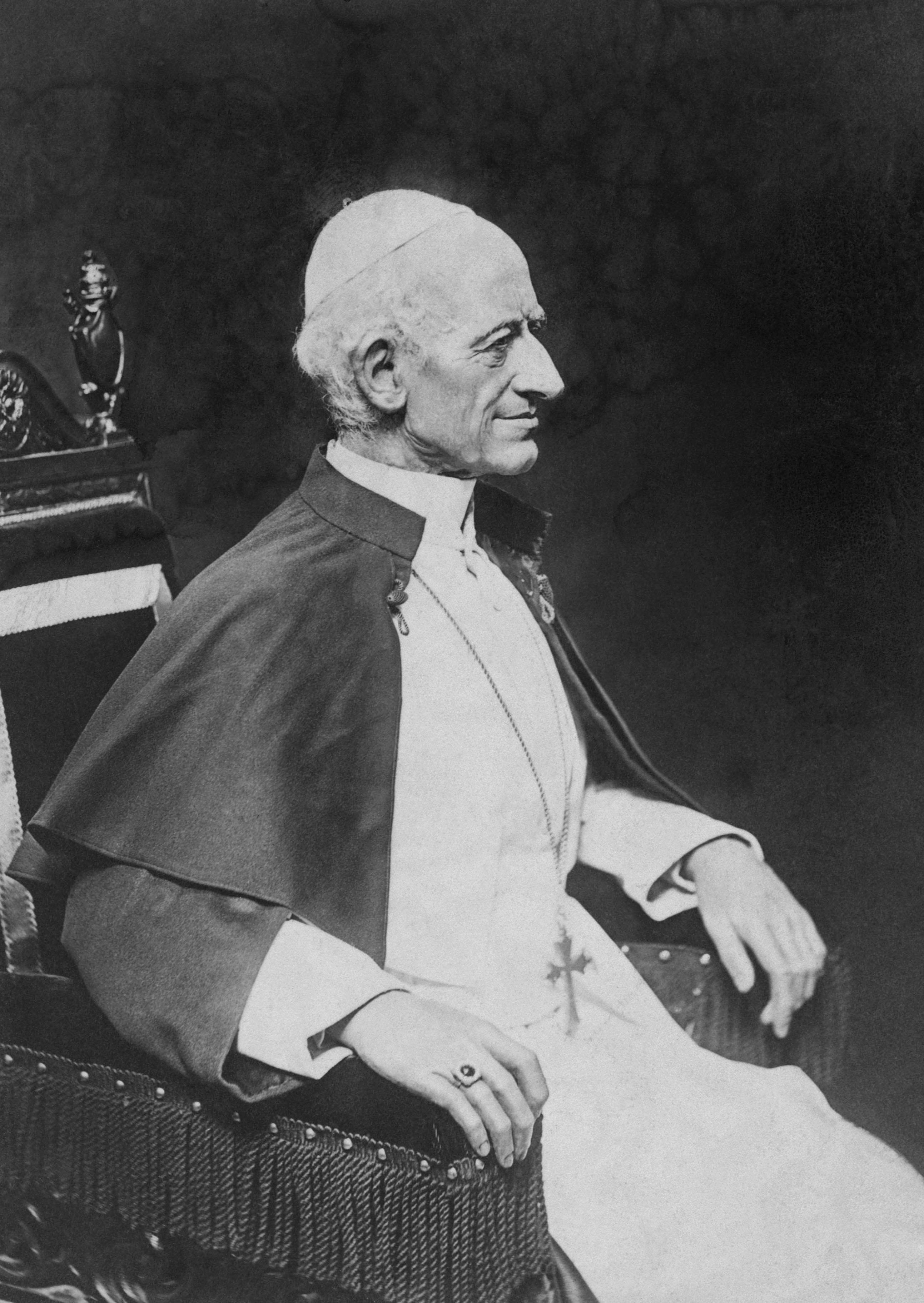
در آخرین سال زندگی